# Sarre-Union
 Sarre-Union (en alsacià Buckenum) és un municipi francès, situat a la regió del Gran Est, al departament del Baix Rin. L'any 1999 tenia 3.356 habitants.
Forma part del cantó d'Ingwiller, del districte de Saverne i de la Comunitat de comunes de l'Alsace Bossue.

## Demografia
| 1962  | 1968  | 1975  | 1982  | 1990  | 1999  | 2005  |
| ----- | ----- | ----- | ----- | ----- | ----- | ----- |
| 2.645 | 2.965 | 3.130 | 3.169 | 3.159 | 3.356 | 3.459 |

## Administració
| Període | Identitat | Partit |
| ------- | --------- | ------ |
| 2001-   | Marc Séné |        |